# Schach-Europameisterschaft der Frauen 2023

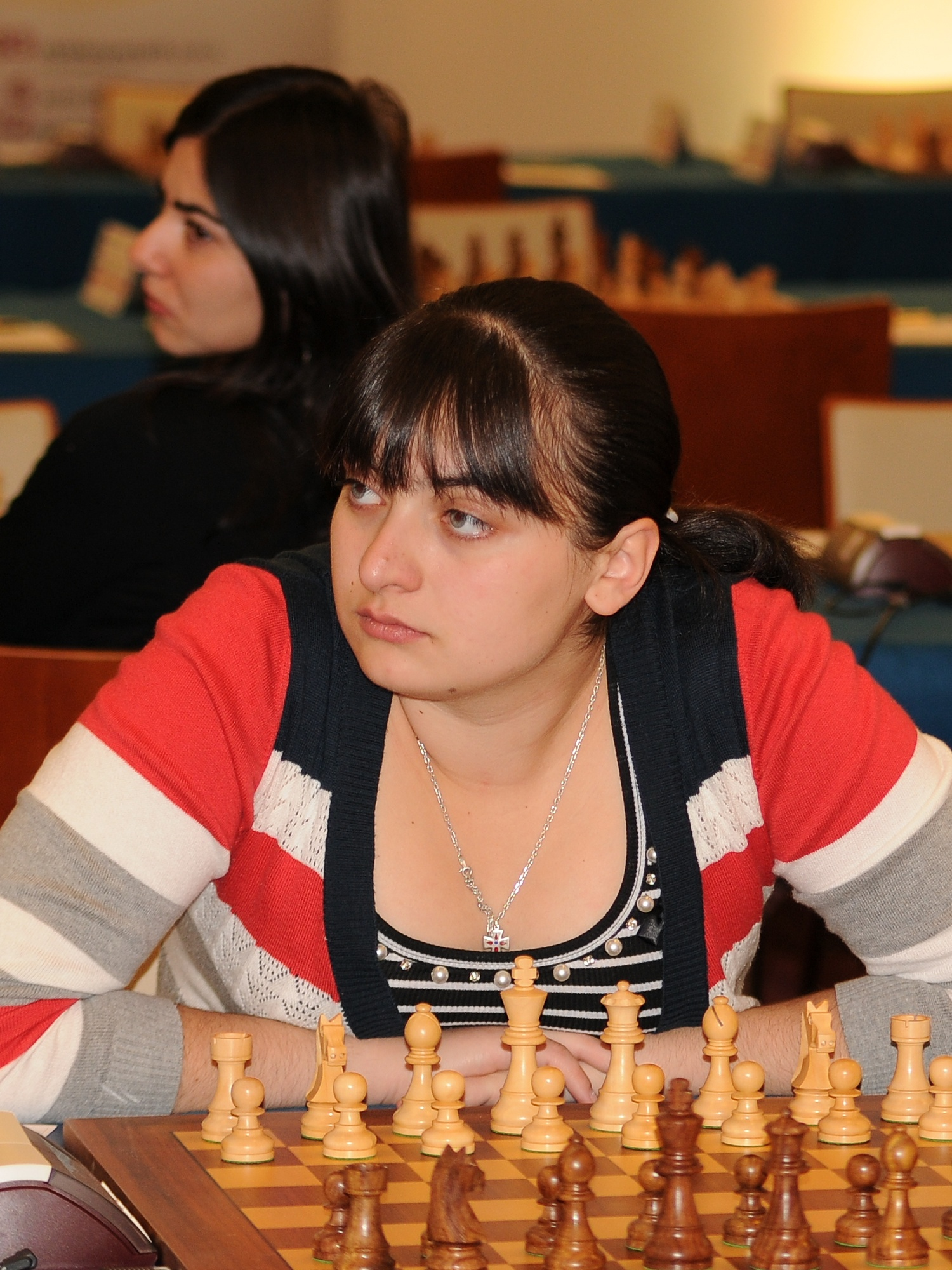
Meri Arabidse, Europameisterin 2023

Die Schach-Europameisterschaft der Frauen 2023 (offiziell 23rd European Women’s Chess Championship) war die 23. Austragung einer Schach-Europameisterschaft der Frauen und fand vom 18. bis 29. März 2023 im montenegrinischen Petrovac na moru statt. Das Turnier nach Schweizer System wurde von der European Chess Union veranstaltet. Siegerin wurde die Georgierin Meri Arabidse.

## Organisation

### Modus
Gespielt wurde nach Schweizer System über eine Dauer von elf Runden. Als Bedenkzeit hatten die Spielerinnen jeweils eine Startzeit von 90 Minuten, die nach dem 40. Zug um weitere 30 Minuten erweitert wurde. Zudem gab es ein Zeitinkrement von 30 Sekunden bereits ab dem ersten Zug. Bei Punktgleichheit zählten zuerst die direkten Duelle, danach wurde mittels Buchholz-Wertung (in der ersten Anwendung abzüglich der schlechtestgewerteten Gegnerin) unterschieden. Bei weiter bestehendem Gleichstand zählte erst die Zahl der Partien mit Schwarz, zuletzt die Zahl der gewonnenen Partien.
Die Teilnahme stand grundsätzlich allen Mitgliedern der europäischen nationalen Verbänden frei.

### Preisgeld
Insgesamt wurden 60.000 Euro an Preisgeldern ausgeschüttet. Aus dem Teilnehmerfeld erhielten die 20 bestplatzierten Spielerinnen eine Prämie von mindestens 1000 €; die Siegerin erhielt 10.000 €.

## Ergebnis
Insgesamt nahmen 136 Spielerinnen teil. Mit jeweils 14 Teilnehmerinnen stellten Polen und Aserbaidschan die größten Gruppen. Aus Deutschland nahmen sieben Spielerinnen teil. Aus dem Gastgaberland Montenegro kamen 4 Frauen.
Die Polin Oliwia Kiołbasa und die Rumänin Irina Bulmaga sind zunächst am besten in das Turnier gestartet und führten nach fünf Runden das Teilnehmerfeld an. Das direkte Aufeinandertreffen in Runde 6 konnte Kiołbasa für sich entscheiden, die Rumänin rutschte hingegen nach weiteren Niederlagen schlussendlich auf den 29. Platz ab. Kiołbasa blieb auch nach der Niederlage gegen Meri Arabidse in der achten Runde nahe der Spitze und die beiden belegten nach Abschluss aller Runden punktgleich die Spitze. Zwar hatte Kiołbasa die besseren Werte in der Feinwertung, jedoch zählte zunächst das direkte Duell, weshalb Arabidse zur Europameisterin der Frauen gekürt wurde. Beste deutsche Teilnehmerin wurde Dinara Wagner mit sieben Punkten auf dem 20. Rang. Die Setzlistenerste Bela Chotenaschwili belegte den 28. Platz.
Über die Europameisterschaft qualifizierten sich neun Spielerinnen für den Schach-Weltpokal der Frauen 2023.
| Platz | Teilnehmerin           | Elo-Zahl | Punkte | BC1  | BUC  |
| ----- | ---------------------- | -------- | ------ | ---- | ---- |
| 01.   | Meri Arabidse          | 2433     | 8,5    | 68,5 | 73,5 |
| 02.   | Oliwia Kiołbasa        | 2406     | 8,5    | 68,5 | 74,0 |
| 03.   | Alexandra Malzewskaja  | 2388     | 8,0    | 71,0 | 77,5 |
| 04.   | Stavroula Tsolakidou   | 2358     | 8,0    | 65,0 | 69,0 |
| 05.   | Salome Melia           | 2366     | 8,0    | 63,0 | 68,0 |
| 06.   | Klaudia Kulon          | 2290     | 8,0    | 58,0 | 61,5 |
| 07.   | Lela Dschawachischwili | 2443     | 7,5    | 67,5 | 73,5 |
| 08.   | Leja Garifullina       | 2372     | 7,5    | 67,5 | 73,0 |
| 09.   | Nadja Tonschewa        | 2192     | 7,5    | 66,5 | 71,0 |
| 10.   | Anna M. Sargsjan       | 2371     | 7,5    | 65,5 | 70,0 |